# Эсадзе, Теймураз Резович
Теймураз Резович Эсадзе (Тэмо Эсадзе; 6 сентября 1962, Тбилиси, Грузинская ССР) — российский режиссёр театра и кино, сценарист, продюсер и драматург.

## Биография
Отец — известный советский киноактёр, кинорежиссёр и художник Резо Парменович Эсадзе, мать — ассистент режиссёра киностудии «Мосфильм» Н. Н. Эсадзе (Романова). Рос в семье деда, участника Советско-финской и Великой Отечественной войн, военного инженера Н. В. Романова.
В 1979 году окончил среднюю школу №80 города Москвы и поступил в Ленинградский институт киноинженеров (ЛИКИ) на электротехнический факультет. Тогда же начал писать прозу. Бросил учёбу в начале 1981 года.
Службу в качестве вольнонаёмного проходил на буровой в гидрогеологической партии помощником бурового мастера. Работал реставратором в Библиотеке имени Ленина в отделе спецхрана.
С начала 1984 года по сентябрь 1987 года работал на киностудии «Мосфильм» в качестве помощника режиссёра на кинокартине «Тихие воды глубоки» (реж. О. Д. Никитин) и ассистента режиссёра по организации массовых съёмок на картинах «Завещание» (реж. И. А. Гостев) и «На исходе ночи» (реж. Р. Р. Нахапетов).
В 1992 году закончил с отличием Школу-Студию при МХАТ имени В. И. Немировича-Данченко, актёрский факультет, отделение драматургии (мастера — М. Ф. Шатров, А. М. Галин, Г. И. Горин, А. И. Гельман, куратор курса — А. М. Смелянский, теория драмы — И. Н. Соловьёва, мастер по режиссуре — Р. А. Сирота).
С 1992 года по 2001 год работал главным редактором в нескольких московских издательствах, подготовил ряд научных и антологических изданий с обширными авторскими комментариями, среди которых двухтомное академическое издание «Собрание великорусских сказок» А. М. Смирнова-Кутачевского (1995, макет), двухтомное издание «Иоганн Себастьян Бах» А. Швейцера (1996, макет), большая поэтическая антология «Книга Дней».
В 2001 году вернулся в кинопроизводство. В должности второго режиссёра создал такие кинофильмы, как «Раскаленная суббота» А. Н. Митты (2002) и «Фейерверк» С. С. Тарасова (2003).
В 2003 году написал сценарий дебютного полнометражного рождественского фильма-сказки «Лесная царевна» (рабочее название — «Подитуданезнаюкуда»). Снял картину в 2004 году как режиссёр-постановщик (совместно с А. В. Басовым) в эстетике книжного оформления художником И. Я. Билибиным свода русских народных сказок, тем самым лишив её привычной для отечественной киносказки лубочности и, напротив, придав ей характерные черты мистичности модерна. Картина получила ряд международных наград, в том числе «Самый мудрый фильм» — XIII международный детский кинофестиваль «Артек», Гран-при — XI международный европейский кинофестиваль для детей и юношества «FILMAK-2005» и др., а также благодарность администрации президента. Телевизионная премьера фильма состоялась 1 мая 2005 года на Первом канале.
В 2005 году по заказу агентства по кинематографии как режиссёр и автор сценария снял четырёхсерийный художественно-публицистический фильм «Я могу говорить» (рабочее название «И всё-таки я верю. Послесловие») о проблемах современной молодёжи, опасности идеологического вакуума, фактически предугадав радикализацию молодёжного движения на постсоветском пространстве в условиях пересмотра истории с утерей ясных ориентиров.
В 2008 году закончил работу над высокобюджетным шестнадцатисерийным ремейком одноимённого голландского первоисточника «Наследство» (сценарий написан совместно с Евгением Унгардом, «Первый канал»). Снятая на базе голландской киностудии «Эндемол» в жанре трагикомедии с элементами психологического триллера, картина помимо истории семьи бывшего крупного партийного руководителя затрагивала острые вопросы непростой истории страны, поднимала проблемы преемственности и социальной ответственности постсоветского человека как за своё прошлое, так и за будущее.
Этой же теме, но в жанре классической психологической драмы, был посвящён восьмисерийный фильм «Холодное сердце» (сценарий написан совместно с Владимиром Аркушей, студия «Изарус-фильм» для Первого канала).
В 2010—2013 годах Теймураз Эсадзе сотрудничал с кинокомпанией «Пирамида», в которой снял несколько телевизионных картин, в том числе новогоднюю мелодраму «Время для двоих» (4 серии, «Первый канал»), где проблема личной ответственности главных героев в пределах современного социального поля, как и прежде, занимает центральное место.

В 2011—2013 годах Теймураз Эсадзе работал над классической экранизацией двадцатишестисерийного фильма по тетралогии Ф. А. Абрамова «Две зимы и три лета» (рабочее название «Братья и сёстры», ВГТРК), в которой по дневникам и рабочим записям писателя был кропотливо воссоздан некогда разрушенный советской цензурой литературный строй произведения. Картина была решена в знакомом отечественному зрителю жанре сельской саги с использованием богатого архива кинохроники 1942-1972 годов, однако же совершенно непривычном с точки зрения сути происходящего на экране драматического, если не сказать, трагического содержания.
Цитата из фильма: «Потребуются ещё долгие годы смуты и безвременья, чтобы понять, что цель не оправдывает средства, что даже самому благому обману и рациональному подлогу не может быть никаких высоких оправданий. Двойная мораль разрушает человека, делает его бессильным и равнодушным, завистливым и нетерпимым, ненавидящим труд, неспособным на большие дела. И ещё станет ясно, что не отдельные группы граждан и не власть, но только сплочённая единая нация способна изменить свою участь. Только народ, будучи граждански активным, в состоянии заставить уважать себя».
В 2017 году Теймураз Эсадзе снял авторский короткометражный фильм «Представь, что ты машинист», решённый в духе фантастического реализма, и две четырехсерийные картины — драму «Осень Гулливера» (в прокате «Я требую любви!») и психологический триллер «Обман зрения» (в прокате — «День расплаты») для телеканала «Домашний».
В 2018 году Эсадзе завершил съёмки восьмисерийного художественно-публицистического фильма «Теория поля» о творческом и научном наследии В. В. Лобановского и О. П. Базилевича, выдающихся советских футбольных тренеров, теоретиков спорта. Снимавшаяся на Украине, по независящим от автора причинам картина осталась незавершённой.
В 2019 году на большой сцене Самарского академического театра драмы имени М. Горького Эсадзе поставил спектакли «Мой бедный Марат» по пьесе А. Н. Арбузова и «Три сестры» по пьесе А. П. Чехова, к каждой из которых были найдены совершенно новые ключи к прочтению. В том же году в Самаре был поставлен антрепризный моноспектакль «Вокруг да около» по одноимённой повести Ф. А. Абрамова, который стал участником праздничных мероприятий в Архангельске, посвящённых 100-летию со дня рождения писателя.
Летом 2019 года в качестве автора сценария, режиссёра-постановщика и сопродюсера Теймураз Эсадзе снял полнометражный документальный фильм «Амадеус» о непростой творческой судьбе выдающегося русского актёра О. К. Белова (черновой монтаж) и полнометражный игровой фильм «#ВПОИСКАХАБРАМОВА» в жанре современной бытовой сказки.
С 2020 года по 2022 год работал старшим научным сотрудником Архангельского краеведческого музея. В качестве научного консультанта и одного из авторов принимал участие в создании выставок «В поисках правды» и «Созидающее слово художника» к 100-летию Ф. А. Абрамова, а также «Возвращение к себе» (посвящена творчеству писателей Ф. А. Абрамова, В. П. Астафьева, В. И. Белова, В. Г. Распутина, В. М. Шукшина), получивших международное признание. В те же годы в своих размышлениях Эсадзе неоднократно возвращался к теме жизни и гражданского подвига Фёдора Абрамова, задумывая большой художественно-публицистический фильм о судьбе писателя, что невольно подводило к размышлениям более общего характера — к мыслям о будущем традиционного Русского Севера, что в концентрированном виде высказано им в картине Александра и Екатерина Болотниковых «Русский Север. Рассветы и закаты».
Эсадзе — автор цикла лекций «Трудные вещи» о советской кинорежиссуре (прочитаны в Архангельске и Новокуйбышевске, проект продолжается).
С 22 июня 2021 года в социальной сети ВКонтакте на своей странице ведёт «Военный дневник Ивана Лукашина», построенный на документах Генерального штаба ВС СССР и Главного штаба ВМФ СССР, приуроченный к 80-летию Победы в Великой Отечественной войне.
В 2023 году Эсадзе завершил работу над первой книгой фундаментальной монографии о русской культуре XX века «Чехов: Надо жить», посвящённой наиболее острым и трудным вопросам театрального наследия А. П. Чехова.
Член Российского Союза правообладателей.

## Театральные постановки
- 2019 — А. Н. Арбузов. «Мой бедный Марат». Самарский академический драматический театр, премьера — 15 февраля.
- 2019 — А. П. Чехов. «Три сестры». Самарский академический драматический театр, премьера — 29 июня.
- 2020 — Ф. А. Абрамов. «Вокруг да около». Инсценировка Теймураза Эсадзе. Театр «Лицом к лицу», премьера — 16 января.

## Фильмография
- 2004 — «Лесная царевна», (полнометражный) — режиссёр, сценарист (совместно с А. В. Басовым)
- 2005 — «Я могу говорить» / Ya mogu govorit (4 серии, художественно-публицистический) — режиссёр, сценарист
- 2008 — «Наследство» (16 серий, «Первый канал») — режиссёр, сценарист
- 2009 — «Холодное сердце» (8 серий, «Первый канал») — режиссёр, сценарист, продюсер
- 2010 — «Французский доктор» (телесериал) — режиссёр, сценарист
- 2011 — «Только любовь» (ВГТРК) — режиссёр
- 2011 — «На всю жизнь» (ВГТРК) — режиссёр
- 2011 — «Моя вторая половинка» (4 серии, «Первый канал») — режиссёр
- 2011 — «Время для двоих» (4 серии, «Первый канал») — режиссёр
- 2013 — «Две зимы и три лета» (26 серий, ВГТРК) — режиссёр, сценарист
- 2017 — «Представь, что ты машинист» (короткометражный) — режиссёр, сценарист
- 2017 — «Я требую любви!», 4 серии, «Домашний» — режиссёр
- 2017 — «День расплаты» (4 серии, «Домашний») — режиссёр
- 2018 — «Осень Гулливера» (телесериал) — режиссёр
- 2018 — «Теория поля» (художественно-публицистический, 8 серий, не окончен) — режиссёр, сценарист
- 2019 — «Амадеус» (документальный, не окончен) — режиссёр, сценарист, сопродюсер
- 2019 — «#ВПОИСКАХАБРАМОВА» (игровой, полнометражный) — режиссёр, сценарист, сопродюсер
- 2020 — «Русский Север: рассветы и закаты» (документальный) — режиссёр, действующее лицо

## Авторская страница
https://proza.ru/avtor/esadze